# بني محمد سلطان
قرية بني محمد سلطان  هي إحدي القرى التابعة لمركز المنيا بمحافظة المنيا في جمهورية مصر العربية. حسب إحصاءات سنة 2006، بلغ إجمالي السكان في بنى محمدسلطان 8136 نسمة، منهم 4344 رجل و3792 امرأة.